# Mai 2012
Acest articol este generat integral pe baza informațiilor din articolul 2012 și este actualizat periodic de un robot.
 Editările făcute în articol vor fi șterse la următoarea actualizare! Dacă doriți să faceți modificări, editați articolul-sursă.

ianuarie -
februarie -
martie -
aprilie -
mai -
iunie -
iulie -
august -
septembrie -
octombrie -
noiembrie -
decembrie
Mai 2012 a fost a cincea lună a anului și a început într-o zi de marți.

## Evenimente

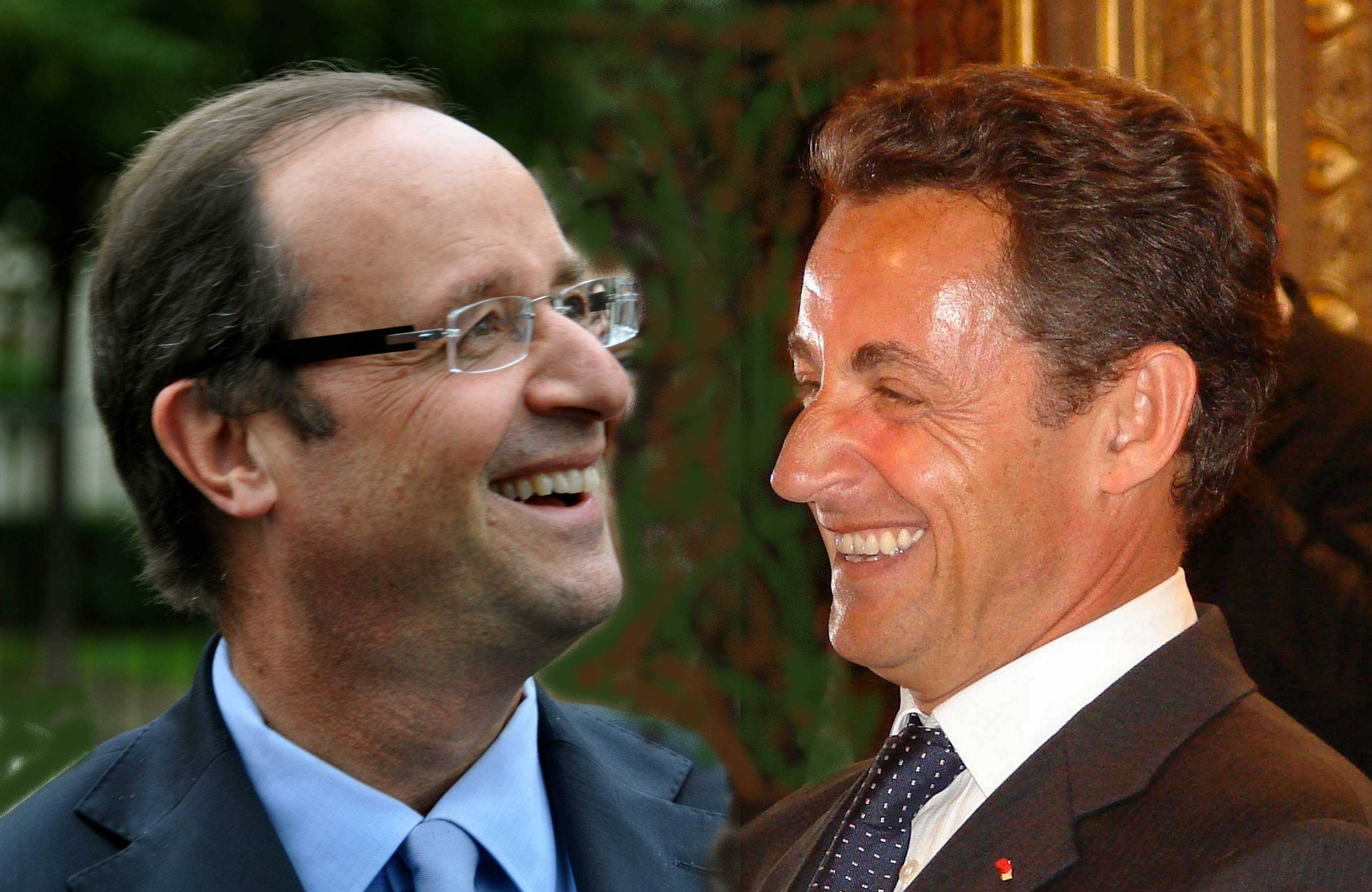
6 mai: Alegeri prezidențiale în Franța. François Hollande a câștigat alegerile (foto stânga).

- 2 mai: Tabloul Țipătul pictat de Edward Munch, a fost vândut la New York pentru suma de 120 milioane de dolari.
- 6 mai: Alegeri prezidențiale în Franța - al doilea tur desfășurat între Sarkozy și Hollande. Președintele ales al Franței, François Hollande, a obținut 51,62% din voturile exprimate, față de 48,38% cât a obținut Nicolas Sarkozy.
- 6 mai: Alegeri legislative anticipate în Grecia: Stânga radicală și partidul de extremă dreaptă neonazist „Zori aurii”, ce a câștigat câteva locuri în Parlament la alegerile de la 6 mai și care urmează să aibă loc din nou pe 17 iunie, dat fiind că formațiunile politice intrate în Parlament nu au fost în stare să alcătuiască un guvern.
- 6 mai: Alegeri locale, legislative și prezidențiale în Serbia.
- 7 mai: Alegeri legislative în Siria.

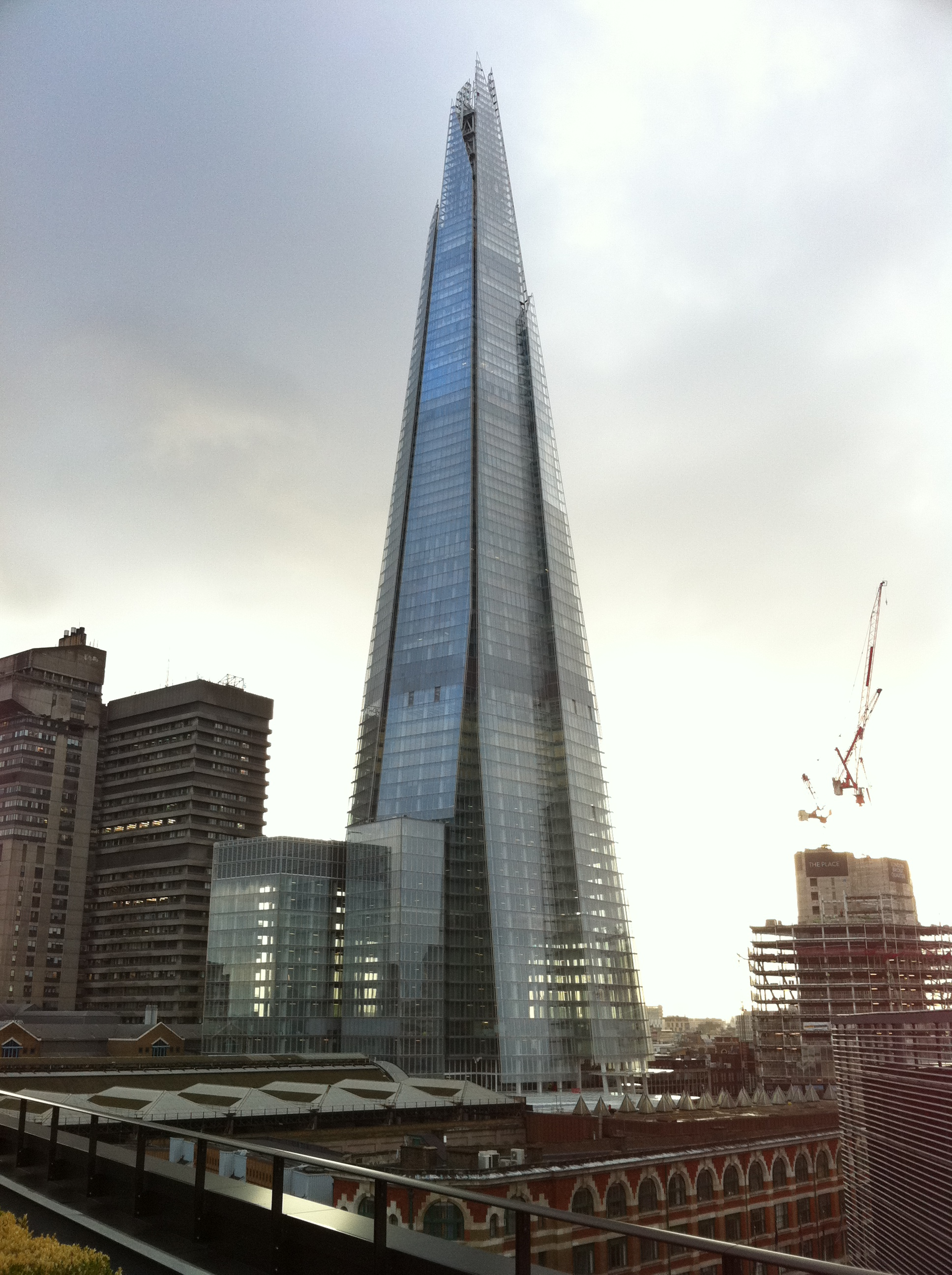
Shard London Bridge

- 7 mai: Vladimir Putin a fost învestit oficial în funcția de președinte al Federației Ruse pentru al treilea mandat, fiind al 2-lea președinte al Rusiei.
- 7 mai: Guvernul Victor Ponta este validat de Parlament și învestit oficial de președintele Traian Băsescu.
- 18 mai: Summit-ul G8 de la Cape David-Maryland.
- 18 mai: Debutul Facebook pe bursa Nasdaq de la New York a dezamăgit, acțiunile rețelei de socializare închizând în stagnare, din cauza unor erori care au întârziat tranzacțiile și valorii de piață uriașe la care s-a listat compania.
- 19 mai: Disidentul orb Chen Guangcheng a plecat din China spre Statele Unite, punând capăt disputei diplomatice dintre cele două superputeri.
- 20 mai: Naționalistul Tomislav Nikolić a câștigat alegerile prezidențiale din Serbia.
- 20 mai: Siria: Sute de morți în urma masacrului din Houla.
- 22 mai: Tokyo Skytree a fost deschis publicului.
- 26 mai: Cântăreața Loreen din Suedia câștigă a 57-a ediție a Concursului Muzical Eurovision cu piesa "Euphoria".
- 29 mai: Cutremur în Italia. Cel puțin 13 persoane au murit.

## Decese
- 1 mai: Joseph Erhardy, 83 ani, sculptor american (n. 1928)
- 1 mai: Triță Făniță, 83 ani, senator român (1996–2000), (n. 1929)
- 1 mai: Rufina Gașeva, 90 ani, navigatoare sovietică (n. 1921)
- 4 mai: Constantin Ionel Călin, 68 ani, interpret de muzică lăutărească, de petrecere și folclor orășenesc din România (n. 1944)
- 5 mai: Carl Johan Bernadotte (n. Carl Johan Arthur), 95 ani, conte de Wisborg (n. 1916)
- 5 mai: George Knobel, 89 ani, fotbalist și antrenor neerlandez (n. 1922)
- 6 mai: Sabin Ivan, 86 ani, senator român (1990-1996), (n. 1926)
- 6 mai: Jean Laplanche, 88 ani, psihanalist francez (n. 1924)
- 8 mai: Roman Totenberg, 101 ani, violonist și pedagog polonez de etnie evreiască (n. 1911)
- 9 mai: Vidal Sassoon, 84 ani, hairstylist, om de afaceri și filantrop britanic (n. 1928)
- 10 mai: Carroll Shelby, 89 ani, constructor de automobile și pilot american de Formula 1 (n. 1923)
- 11 mai: Dan Brânzei, 70 ani, matematician român (n. 1942)
- 13 mai: Horia Damian, 90 ani, pictor francez de etnie română, membru de onoare al Academiei Române (n. 1922)
- 13 mai: Les Leston, 91 ani, pilot englez de Formula 1 (n. 1920)
- 14 mai: Vladimer Apțiauri, 50 ani, scrimer olimpic rus (n. 1962)
- 15 mai: Carlos Fuentes, 83 ani, scriitor mexican (n. 1928)
- 16 mai: Patricia Aakhus, 59 ani, profesor universitar și scriitor american (n. 1952)
- 16 mai: James Abdnor, 89 ani, senator american (n. 1923)
- 16 mai: Maria Bieșu, 76 ani, solistă de operă (soprană) din R. Moldova (n. 1935)
- 17 mai: Donna Summer (n. LaDonna Adrian Gaines), 63 ani, cântăreață americană (n. 1948)
- 18 mai: Dietrich Fischer-Dieskau, 86 ani, solist de operă (bariton) și dirijor german (n. 1925)
- 19 mai: Vasile Pătruț, 71 ani, profesor român (n. 1940)
- 20 mai: Robin Hugh Gibb, 62 ani, cântăreț și compozitor britanic (Bee Gees), (n. 1949)
- 22 mai: Irina Mavrodin, 82 ani, critic literar român (n. 1929)
- 24 mai: Ion Popușoi, 88 ani, botanist moldovean (n. 1924)
- 25 mai: Edoardo Mangiarotti, 93 ani, scrimer olimpic italian (n. 1919)
- 26 mai: Doroteea Bărbieru, 103 ani, călugăriță la Mănăstirea Pasărea (n. 1909)
- 29 mai: Kaneto Shindō, 100 ani, regizor de film, scenarist, producător de film și scriitor japonez (n. 1912)
- 30 mai: Andrew Fielding Huxley, 94 ani, biofizician și fiziolog britanic, laureat al Premiului Nobel (1963), (n. 1917)